# Africa United
Pour plus de détails, voir Fiche technique et Distribution.
Africa United est une comédie dramatique britannique réalisée par Debs Paterson (Deborah Gardner-Paterson), sortie en 2010.

## Synopsis
L'histoire commence au Rwanda. Un jeune fan de football, Dudu Kayenzi, manage un groupe d'enfants pour lesquels il fabrique des ballons avec des préservatifs. Sa sœur Béatrice souhaite devenir médecin, et trouver un remède contre le SIDA. Son meilleur ami, Fabrice, ambitionne de devenir un joueur célèbre ; mais sa mère essaie de l'en décourager, l'Afrique n'a pas besoin de rêves, elle doit se réveiller. 
Quand un organisateur de la Coupe du monde de football de 2010 propose à Fabrice de passer une audition en Afrique du Sud pour la cérémonie d'ouverture, les trois enfants décident de parcourir le continent pour rejoindre Johannesburg. En chemin se joignent à leur périple Foreman George, un ancien enfant soldat, et Céleste, une jeune princesse devenue esclave sexuelle.

## Fiche technique
- Titre : Africa United
- Réalisation : Debs Paterson (Deborah Gardner-Paterson)
- Scénario : Rhidian Brook
- Musique : Bernie Gardner
- Photographie : Sean Bobbitt
- Animation : Mark Aarons
- Montage : Victoria Boydell
- Production : Stefan Allesch-Taylor, Eric Kabera
- Sociétés de production : Pathé
- Pays d'origine :  Royaume-Uni
- Langue originale : Anglais
- Durée : 88 minutes
- Date de sortie : 22 octobre 2010

## Distribution
- Eriya Ndayambaje : Dudu Kayenzi
- Sanyu Joanita Kintu : Béatrice
- Roger Nsengiyumva : Fabrice
- Yves Dusenge : Foreman George
- Sherrie Silver : Céleste